# Sylttjärnarna (Kalls socken, Jämtland, 704591-138419)
Sylttjärnarna är en sjö i Åre kommun i Jämtland och ingår i Indalsälvens huvudavrinningsområde.